# Main Events
Main Events ist eine US-amerikanische Boxpromotionsfirma.
Sie war in den 1980er und 1990er Jahren ein bedeutender Gegenspieler von Don King und Bob Arum, hat in ihrer Bedeutung aber stark abgenommen.
Das liegt zum einen daran, dass der sehr einflussreiche Manager und Berater Shelly Finkel eigene Wege geht (zum Beispiel in der Beratung von Wladimir Klitschko), vor allem aber daran, dass der Mann der derzeitigen Chefin Kathy Duva, Dan Duva, in den 1990er Jahren verstarb und sie sich mit dem Rest der Familie, Dino Duva und Trainerlegende Lou Duva, überwarf. Diese gründeten mit Duva Boxing ihre eigene Firma.
Zudem hörte Lennox Lewis mit dem Boxen auf.
Stars der Firma waren Arturo Gatti und Calvin Brock.